# Ярковський Іван Йосипович
Іван Йосипович Ярковський (пол. Jan Jarkowski, рос. Иван Осипович Ярковский, 12 (24) травня 1844, Вітебська губернія — 9 (22) січня 1902, Гайдельберг) — професійний інженер і науковець-аматор, першовідкривач ефекту Ярковського і автор власної хибної теорії гравітації. Народився на території сучасної Білорусі, мав польське походження, працював в Російській імперії, зокрема, тривалий час в Україні. Батько авіабудівника Вітольда Івановича Ярковського.
Іван Ярковський зробив успішну кар'єру як інженер-залізничник і керівник заводів. У вільний час розробляв власну теорію гравітації, згідно з якою ефір акумулюється в тілах і постійно збільшує їх масу, а тяжіння виникає, коли два сусідні тіла частково екранують одне одному потік ефіру. Застосовував цю теорію до різних астрономічних, геологічних, метеорологічних явищ і власним коштом видавав книжки з описом своєї теорії. Хоча основи теорія Ярковського виявились хибними, один з його побічних результатів, — званий тепер ефектом Ярковського, — знайшов важливі застосування у фізиці астероїдів. Цей ефект проявляється у зміні орбіти астероїда під впливом асиметричного перевипромінювання астероїдом поглинутого сонячного світла.

## Біографія
Народився в містечку Освея Вітебської губернії. Його батько був домашнім лікарем у графа Шадурського. З дитинства Іван виявляв здібності до математики та механіки: ще в кадетському корпусі він винайшов далекомір, за що отримав від Великого князя Михайла Миколайовича золотий годинник. Після закінчення у 1862 році корпусу, Ярковського відправили прапорщиком артилерії на Кавказ, де він прослужив шість років.
Після військової служби Ярковський вступив у Санкт-Петербурзький практичний технологічний інститут, механічне відділення якого закінчив 1870 року технологом 1-го розряду. Відразу ж, за дорученням приватної фірми, він поїхав до Берліна, де знайомився з машинобудівними заводами.
1872 року Ярковський повернувся до Російської імперії і почав службу на Києво-Берестейській залізниці. Незабаром він захистив дисертацію «Проєкт машини для водопостачання та теоретичне дослідження механізму», отримавши звання інженера-технолога та відрядження за кордон ще на рік. Одружившись із Оленою Олександрівною Шендзиковською, він з дружиною поїхав за кордон, щоб ознайомитися з механічними заводами Німеччини, Бельгії та Франції.
З 1873 Ярковський довгий час працював на різних залізницях Російської імперії.
Зробивши чимало корисних технічних винаходів, Ярковський став одним з активних членів Імператорського російського технічного товариства, де він керував секцією механіки та зробив багато цікавих доповідей.
1887 року він висунув «кінетичну гіпотезу всесвітнього тяжіння». Займався питаннями повітроплавання — в 1889 провів ґрунтовні експериментальні випробування несучого гвинта.
В 1894 Іван Осипович залишив службу на залізниці і став керівником Невського механічного заводу. Останні п'ять років життя він провів у містечку Дятькові в Орловській губернії, де він працював помічником керівника заводів Акціонерного товариства Мальцовських заводів.
Навесні 1901 року Ярковський захворів, і лікарі послали його за кордон. Кілька місяців він провів у Бад-Верісгофені (Баварія), а потім у жовтні його перевезли до Гайдельберга, де він помер від саркоми 9 січня 1902 року. Там же був похований.

## Ефект Ярковського
В 1900 передбачив ефект Ярковського. Він був експериментально підтверджений у 2003 році групою американських вчених під керівництвом Стівена Чеслі та Стівена Остро (Лабораторія реактивного руху, НАСА) за допомогою радіотелескопа Аресібо (Пуерто-Ріко).

### Список творів
- Машина для водоснабжения и исследование устройства её механизма: Проект. — СПб., 1872. — 150 с.
- Всемирное тяготение как следствие образования весомой материи внутри небесных тел. — 1-е доп. изд. — М. : Типо-лит. Т-ва И. Н. Кушнерев и К°, 1889. — Х, 388 с.
  - Всемирное тяготение как следствие образования весомой материи внутри небесных тел: Кинетическая гипотеза и вытекающие из неё следствия в области физики, химии, геологии, метеорологии и космогонии. — 2-е доп. изд. — СПб. : тип. журн. «Строитель», 1912. — Ч. 1. — 288 с.
- По поводу отзыва о моей книге «Всемирное тяготение как следствие образования весомой материи внутри небесных тел», помещённого в журнале «Русского богатства» № 11, 1889 г. — М. : Типо-лит. Т-ва И. Н. Кушнерев и К°, 1890. — 16 с.
- Новый взгляд на причины метеорологических явлений. — М. : Типо-лит. Т-ва И. Н. Кушнерев и К°, 1891. — 101 с.
- По поводу критики М. А. Рыкачёва моих метеорологических воззрений. — М. : Типо-лит. Т-ва И. Н. Кушнерев и К°, 1892. — 38 с.
- Увлечение математическими теориями в современной науке. — М. : Типо-лит. Т-ва И. Н. Кушнерев и К°, 1893. — 46 с.
- Новые доказательства увлечения математическими теориями в современной науке: По поводу брошюры… Д. А. Гольдгаммера «Ещё о наших сведениях об эфире». — М. : Типо-лит. Т-ва И. Н. Кушнерев и К°, 1893. — 40 с.
- Строение материи и молекулярные силы. — М. : Типо-лит. Т-ва И. Н. Кушнерев и К°, 1894. — 108 с.
- Плотность светового эфира и оказываемое им сопротивление движению. — Брянск : Тип. Юдина, 1901. — 17 с.